# Жун Ижэнь
Жун Ижэнь (кит. 荣 毅仁; 1916, Уси провинции Цзянсу — 26 октября 2005, Пекин) — китайский предприниматель и государственный деятель, миллиардер, заместитель председателя Китайской Народной Республики в 1993—1998 гг.
Назывался «красным капиталистом». В 2000 году самый богатый бизнесмен Китая по версии «Форбс» (с состоянием 1,9 млрд долларов). Также его называли «типичным примером превращения бывшего капиталиста в трудящегося». Первый руководитель компании CITIC Group, её основатель в 1978 году. Член КПК с 1985 года.
Как отмечал В. И. Шабалин, он был «символом политики КНР по преобразованию национального капитала… В период рыночных реформ Жун Ижэнь стал символом возрождения национального капитала, привлечения средств зарубежных китайцев».

## Биография
Сын Жун Дэшэна, одного из самых богатых людей Китая 1930-х годов, которого с его братом Жун Цзунцзином называли «королями муки и текстиля», в частности они были владельцами частного мукомольного завода «Фуфэн», крупнейшего в Восточной Азии на момент его открытия в 1900 году, в 60-е годы ставшего Шанхайским мукомольным заводом.
До образования КНР являлся одним из богатейших текстильных магнатов в стране. Происходил из известной семьи промышленников Жун, «до освобождения Китая им принадлежали 24 предприятия — текстильные, красильно-печатные, мукомольные, механические».
В 1956 году передал свои фабрики и семейный капитал правительству.
В 50-е годы вице-мэр Шанхая. Позже заместитель министра текстильной промышленности, председатель Всекитайской ассоциации промышленников и торговцев, заместитель председателя НПКСК 5-го созыва, заместитель председателя Постоянного комитета ВСНП 6-го и 7-го созывов (1983—1988, 1988—1993). Руководил Всекитайской федерацией промышленников и торговцев в 1988—1993 гг. С 1993 по 1998 год заместитель председателя КНР.
Притеснялся в годы Культурной революции, впоследствии реабилитирован.
Активный сторонник экономических реформ, в 1978 году вошёл в команду Дэн Сяопина.
4 октября 1979 года основал в Китае Международную посредническую инвестиционную компанию, стал председателем ее правления.
Упоминается в книге Маргарет Тэтчер «Искусство управления государством», а также в мемуарах Дмитрия Шепилова «Непримкнувший. Воспоминания».
Сын — Жун Чжицзянь, он же Ларри Юнг — в 2000 году стал первым китайским миллиардером в списке "Форбс".